# Associazione librai antiquari d'Italia

Logo dell'ALAI

L'Associazione librai antiquari d'Italia (ALAI) è un’associazione nazionale nata a Milano nell’autunno del 1947, originariamente col nome di Circolo dei librai antiquari. Nel gennaio del 1948 le librerie aderenti erano 19 (21 conteggiando a parte le sedi romane della Hoepli e della Olschki): Banzi di Bologna, Bozzi e Delai di Genova, Olschki di Firenze, Casella di Napoli, Nironi e Prandi di Reggio Emilia, Rappaport di Roma, Bourlot e Pregliasco di Torino, Cassini di Venezia e nove ditte milanesi (La Bibliofila, Cantoni, Cavallotti, Garzanti, Hoepli, Mediolanum, Il Polifilo, Turri e la Libreria Vinciana).
L’ALAI, che partecipò a Copenaghen nel 1948 alla fondazione della International League of Antiquarian Booksellers (ILAB-LILA), entrò da subito a far parte di un’élite qualificata comprendente le più antiche associazioni nazionali di librai antiquari (la fondazione dell'ABA britannica risale al 1906, quella della VDAE tedesca al 1915, mentre lo SLAM francese fu fondato nel 1933), benché sia utile ricordare come, già sul finire del XIX secolo, ci fosse stato un primo tentativo di riunire i librai antiquari italiani attorno alla rivista Il bibliofilo a cui dette vita il giurista Carlo Lozzi tra il 1880 e il 1890.
L'associazione ha assunto la denominazione attuale nel 1971, mentre nel 1972 la sede è stata fissata a Firenze per poi essere trasferita a Roma nel 2006. Con una modifica successiva dello Statuto la sede è stata fissata presso il domicilio del Presidente pro-tempore.
L'ALAI conta oggi 103 librerie associate.

## Compiti e attività
In accordo con lo Statuto dell'Associazione, le finalità prevalenti dell'organizzazione consistevano sin dal 1948 nel fissare norme generali sul commercio del libro antico, rappresentare gli affiliati a livello istituzionale in Italia e nel mondo, raccogliere bollettini, cataloghi e informazioni, compiere ricerche bibliografiche per i soci e unificare la terminologia relativa alla schedatura dei testi.
L'ALAI organizza l'annuale fiera internazionale del libro antico di Milano e pubblica dal 2015 un proprio annuario: "ALAI - Rivista di cultura del libro" (diretto da Giovanni Biancardi).
L'ALAI ha inoltre promosso in passato mostre del libro antico a Firenze, presso palazzo Corsini, e Roma, presso palazzo Venezia.
L'Associazione, membro fondatore della federazione internazionale dei librai antiquari (ILAB-LILA), ha inoltre ospitato i congressi internazionali e i presidents' meeting di Milano (1953), Ravenna (1964), Torino (1974), Venezia (1986), Firenze (1999) e Bologna (2010).

## Presidenti
- Mario Armanni (1947-1949)
- Cesare Olschki (1949-1953)
- Erardo Aeschlimann (1953-1957)
- Gian Vittorio Bourlot (1957-1959)
- Alberto Vigevani (1959-1960)
- Alessandro Piantanida (1960-1963)
- Gian Vittorio Bourlot (1963-1965)
- Fiammetta Olschki Witt (1965-1970)
- Arturo Pregliasco (1970-1976)
- Renzo Rizzi (1976-1984)
- Vittorio Soave (1984-1988)
- Pietro Chellini (1988-1992)
- Vittorio Soave (1992-1996)
- Piero Piani (1996)
- Giuliano Gallini (1996-2000)
- Francesco Chellini (2000-2004)
- Umberto Pregliasco (2004-2010)
- Fabrizio Govi (2010-2015)
- Fulvio Audibussio (2015)
- Marco Cicolini (2015-2017)
- Mario Giupponi (2017-2021)
- Gabriele Maspero (2021 - )